# Чухліб Орислава
Орисла́ва Чухлі́б (* 1974) — українська саночниця. Учасниця Зимових Олімпійських ігор-2002.

## З життєпису
Народилась 1974 року у місті Львів. Представляла Львівську область.
1998 року за кілька днів до старту зимових Олімпійських ігор в Нагано з'ясувалося, що вона не братиме в них участі. За словами головного тренера збірної України з санного спорту Володимира Сальникова, це сталося через те, що Орислава майже не тренувалася з командою.
2002 року увійшла до складу збірної України на зимових Олімпійських іграх у Солт-Лейк-Сіті. Посіла 20-те місце
Після Олімпійських ігор Орислава не захотіла повертатися на Батьківщину. Під час пересадки української делегації в Чикаго вона передала свій квиток через подругу по команді тренеру і зникла. Завершила спортивну кар'єру і залишилась у США. Одружилась; народила дитину і працювала у США.